# Sońsk (gromada)
Sońsk – dawna gromada, czyli najmniejsza jednostka podziału terytorialnego Polskiej Rzeczypospolitej Ludowej w latach 1954–1972.
Gromady, z gromadzkimi radami narodowymi (GRN) jako organami władzy najniższego stopnia na wsi, funkcjonowały od reformy reorganizującej administrację wiejską przeprowadzonej jesienią 1954 do momentu ich zniesienia z dniem 1 stycznia 1973, tym samym wypierając organizację gminną w latach 1954–1972.
Gromadę Sońsk z siedzibą GRN w Sońsku utworzono – jako jedną z 8759 gromad na obszarze Polski – w powiecie ciechanowskim w woj. warszawskim, na mocy uchwały nr VI/10/1/54 WRN w Warszawie z dnia 5 października 1954. W skład jednostki weszły obszary dotychczasowych gromad Bieńki, Karkuty, Bieńki Śmietanki, Drążewo, Gołotczyzna, Komory Błotne, Marusy, Sońsk(), Strusinek, Strusin i Szwejki oraz wieś Chróścice z dotychczasowej gromady Chróścice ze zniesionej gminy Sońsk w tymże powiecie. Dla gromady ustalono 23 członków gromadzkiej rady narodowej.
31 grudnia 1959 do gromady Sońsk przyłączono wsie Burkaty, Ciemniewo i Niesłuchy oraz kolonie Orły i Pękawka ze znoszonej gromady Ciemniewko oraz wieś Sarnowa Góra i kolonie Kosmy-Pruszki i Kosmy Wielkie ze znoszonej gromady Bądkowo w tymże powiecie.
1 stycznia 1969 do gromady Sońsk włączono wsie Ciemniewko, Mężenino i Olszewko ze zniesionej gromady Gostkowo w tymże powiecie.
Gromada przetrwała do końca 1972 roku, czyli do kolejnej reformy gminnej. 1 stycznia 1973 w powiecie ciechanowskim reaktywowano gminę Sońsk.